# Skålevik
Skålevik este o localitate din comuna Kristiansand, provincia Vest-Agder, Norvegia, cu o suprafață de 2,07 km² și o populație de 3.227 locuitori (2013).